# Джордж Акоста
Джордж Акоста (на английски: George Acosta) е диджей и продуцент от Маями, Флорида. Започва да се занимава през юношеските си години, като има изяви в няколко местни клуба. Пускал е на много места, включително и на Love Parade.

## Дискография

### Албуми
- Members of X (1999)
- Awake (2000)
- Release AM (2001)
- Release PM (2001)
- Next Level (2002)
- Touched (2003)
- Miami (2003)
- History of Trance (2004)
- Lost World (2005)
- All Rights Reserved (2006)
- A State of Mind (2007)
- All Rights Reserved 2 (2008)

### Сингли
- 1995 Quad Speed
- 1996 The Flow
- 1996 The Heat
- 1998 Trippy Breaks
- 2000 Emotions
- 2002 Global Progression
- 2002 The Reaper
- 2003 The Lost World
- 2006 Mellodrama
- 2006 The Other Side (с участието на Truth)
- 2007 War of Hearts
- 2007 The Apocalypse